# Xenorhina tumulus
Espèce
Synonymes
- Xenobatrachus tumulus Blum & Menzies, 1989 "1988"

Statut de conservation UICN

 DD  : Données insuffisantes
Xenorhina tumulus est une espèce d'amphibiens de la famille des Microhylidae.

## Répartition
Cette espèce est endémique de Papouasie-Nouvelle-Guinée. Elle se rencontre :
- dans les monts Adelbert dans la province de Madang ;
- dans les monts Bewani et les monts Torricelli dans la province de Sandaun.

## Publication originale
- Blum & Menzies, 1989 "1988" : Notes on Xenobatrachus and Xenorhina (Amphibia: Microhylidae) from New Guinea with description of nine new species. Alytes, vol. 7, no 4, p. 125-163.